# 蘇仁山

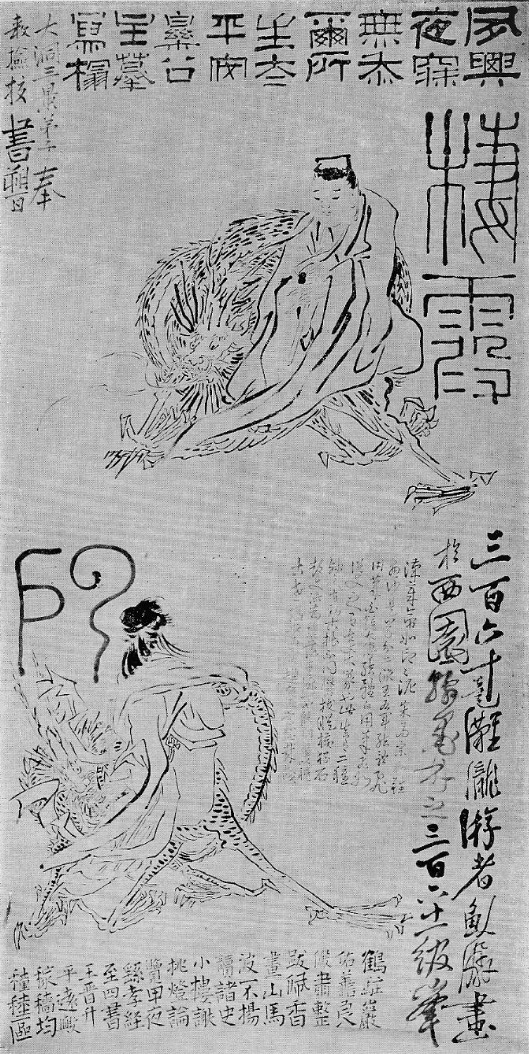
人與龍 蘇仁山繪於1848年

蘇仁山（1814年—約1849年），字靜甫、仁山，號長春，又號菩提再生身尊者魜潺，又自署教圃、嶺南道人、七祖、壽莊、岱嶽、棲霞等等。生於廣東省順德杏壇鎮，清代畫家，與蘇六朋合稱為「嶺南畫壇二蘇」。

## 生平
自幼受喜愛書畫的父親蘇引壽影響而開啟往後寄情繪畫的人生。自幼資質聰穎，12歲畫名遍傳鄉里。醉心於書畫繪作，厭惡八股文章，藐視傳統的觀念和秩序，熱烈追求個性解放，是封建禮法的叛逆者。出於對封建包辦婚姻的不滿而憤世嫉俗，時而哭笑無常，時而數日不語。開口、下筆多為離經叛道之言，時人稱為“畫怪”。其習畫過程未跟隨任何名師，但憑藉著本身極高的天賦，從臨摹畫稿進而體會了中國書畫之奧妙，藉此探索人生意義並自成其道。蘇氏早年亦曾與普通子弟一般參加科舉考試，但於19歲(1832年)初嚐落第的滋味，22歲(1835年)時，第二次赴試，再度遭遇挫败，便下定决心放棄功名，重拾繪畫興趣。30歲時因言辭、舉止過激叛逆，被父親和族中父老驅逐出家族，被迫在佛山、廣州、梧州等地漂泊。蘇仁山於35歲時返回家鄉定居。未幾，由於在詩畫中屢有憤世嫉俗、不滿封建王朝專制的情緒流現，引起親屬與族人的恐慌，被其父以“不孝”為名送入縣獄關押以免受株連，不久病死獄中，死前用炭條在牢房四壁繪寫五百戴枷羅漢、五百殺頭羅漢，以示抗議。

## 畫風
蘇氏畫作擅用線條，不多作渲染，山水畫幾乎沒有皴擦和點苔，在構圖和章法上重視「三遠」，注意虛實的處理，特别看重「高遠」法。人物畫充分運用線條的粗細和運筆的輕重，時而古拙時而清雅，將人物的意趣和神態描繪得唯妙唯肖。
其畫學主要受當時流行的《芥子園畫傳》、《晚笑堂畫傳》一類版畫的啟發，從設色的《仿董源山水圖》和水墨的《仿李成山水圖》，都可看見早年作品中技法呈現的拙趣，清楚顯示了蘇氏從木刻畫譜中取法的痕跡，並將刻本的缺陷轉化成自我獨特的風格。也正因所處環境較偏遠的緣故，承受較少所謂「正统」的包袱，比起深受傳統薰陶的中原書畫家，蘇氏擁有更多自由發揮的空間。
蘇氏畫風的發展，以考取功名失敗後出遊廣西為界，可約略劃分為兩個時期。其年幼時的繪畫多展現嚴謹的結構與熟練的技法。蘇氏於19歲(1832年)初嚐落第的滋味。21歲(1834年)那一年作了一幅《樹下讀書圖》，構圖變得明顯較以前疏落清曠，充滿荒寒氣氛。這幅作品的山石形態非常乾硬，加上枯竭的樹葉，傳達出作者的落寞心境。與先前作品的大異其趣。22歲(1835年)時，第二次赴試，再度遭遇挫败，便下定决心放棄功名，重拾繪畫興趣。24歲(1837年)的旅行開啟了心路歷程的重大轉變。大約自30歲(1843年)開始，蘇仁山作品中山水的地位逐漸被人物畫取代，標誌其藝術生命的新時期。蘇氏後期大量的人物畫，最能代表他精神異常狀態下的混亂、狂躁傾向。

## 畫作被重視及收藏
苏仁山生平坎坷，画风奇古，同时代的画人、文人对之甚少记载，他的藝術創作長期被低估及乏視，情況與荷蘭畫家維梅爾及梵高相似。在離世半个多世纪後，他的艺术才开始被人发现、展示与收藏。近代畫家張大千於30年代無意中發現到一幅署款為蘇仁山的白描作品《文翰圖》，他既對畫作非常欣賞及認同蘇仁山「不肯隨人腳跟轉」的藝術取向，但同時亦對作者的寂寂無名感到可惜，因而興嘆：「蘇仁山百年後得一知己，可謂死無憾矣」。蘇仁山的畫作重新被發現及重視實應該感謝以下數位學者：苏若瑚（1856―1917）、日本使官须磨弥吉郎（1892―1970）、香港学者简又文
（1896―1978）及比利时学者李克曼（1935―2014）。他们不仅收藏苏仁山书画作品，而且对其生平、艺术个性、作品等作深入的研究，使他重见天日，不再埋没于乡野。近五十年主要的研究成果有：简又文《画坛怪杰苏仁山》、李克曼《逆子、画家、疯人―苏仁山的生平与作品》（均为1970年版）、香港中文大學文物館《苏六朋苏仁山書畫》（1990年版）、《岭南历代书法名家》（2008年版）和《岭南篆刻》（2013年版）。
中國藝術史學家李鑄晉將蘇仁山誉为「廣東有史以来最伟大的画家」，甚至是「曠代的偉大天才」。漫畫家黄苗子更将其與梁楷、徐渭、八大山人以及西方藝場的梵高相比。國學大師饒宗頤亦曾评价：「蘇長春白描冠绝五粤，從木刻板畫，與李公麟、趙松雪异趣。惜蘇仁山英年早逝，從其二十三歲绝意科場專心藝事至三十七歲去世，僅僅十五年，故不為後人耳熟能详。」
蘇仁山現有存世作品不多，被發現及收藏的大約有200多幅，廣州藝術博物院收藏有《五羊仙蹟圖》，香港中文大學文物館收藏有《山下出泉圖》，香港藝術館收藏有《白雪征途圖》。

## 蘇仁山的生平和作品：忤逆、畫家，抑或瘋子？（1814-1849？ ）
蘇仁山所出生的地方官宦家庭，思想保守、狹隘，自小接受傳統經典、書畫教育，十六歲開始準備科舉考試。1832、1835年两次落第，從此獻身繪畫。這位廣東畫家遠離主流，名不見經傳。全靠李克曼的杰出研究，我們才對其生平和作品有所了解，一探其畫風的奇妙獨特之處。
這位奇才我行我素，與同輩格格不入，作風大膽。但其實這一切都是由於其自小出生鄉野，孤陋寡聞所致。他對外界主流畫風可謂一無所知，也幾乎未曾受過傳統束縛。在那個年代，學院主流無情地扼殺創意，地方創作反而有不少好處，能隨意生產稍欠精巧的作品，著重個人靈感。
毫無疑問，他這一類人在技術上雖不如學院派，但他們卻處於天真的自由狀態，有可能發揮大膽的創造。傳統嶺南繪畫為他提供了初步技術基礎，但版畫才是塑造他個人風格的關鍵所在。他從教科書認識了這項古代繪畫工具，並且很早就對純筆畫的可塑性感興趣，嘗試以平面設計代替水墨畫的色調。

## 李克曼對於蘇仁山的介绍
蘇仁山是誰？西方的中國繪畫專家甚至不知道他的名字；連中國的鑒賞家也一樣，除非他們來自廣東。就像西方的中國繪畫研究一樣，在中國方面，絕大部分書籍都看不到他的影子，唯一例外是商承祚編製的大部頭參考書《中國歷代書畫篆刻家字號索引》(北京,1960)，作者正是廣東人。
蘇仁山不但在中國其他地方不為人知，連在老家也一樣：如《嶺南畫徵略》的初版中，汪兆鏞便有意忽略了他。這位地方畫家默默無聞，用得著仔細挖掘和分析他的個格和作品嗎？我們只需要看看他的畫作，便能證明這項研究工作的價值。這些畫作展示了一種獨創性和美感，引人注目，需要在當地少數欣賞者之外廣為宣傳，以豐富繪畫藝術的世界遺產。
除了審美的動機，還有其他客觀理由：首先，在中國繪畫史方面，研究蘇仁山的例子，可以有助於質疑某些傳統視角，突破中西方史學家和評論家的成規和限制。然後，從總體而言，有關十九世纪初中國南方的社會政治史方面，蘇仁山的現象是展開後來一連串劇變的序幕，能用作現代中國成形的史料證據。